# Hemerobius triangularis
Hemerobius triangularis is een insect uit de familie van de bruine gaasvliegen (Hemerobiidae), die tot de orde netvleugeligen (Neuroptera) behoort. 
Hemerobius triangularis is voor het eerst wetenschappelijk beschreven door McLachlan in Fedchenko in 1875.